# Obrona Czigorina
|   | a | b | c | d | e | f | g | h |   |
| 8 | a8 – Czarna wieża · c8 – Czarny goniec · d8 – Czarny hetman · e8 – Czarny król · f8 – Czarny goniec · g8 – Czarny skoczek · h8 – Czarna wieża · a7 – Czarny pionek · b7 – Czarny pionek · c7 – Czarny pionek · e7 – Czarny pionek · f7 – Czarny pionek · g7 – Czarny pionek · h7 – Czarny pionek · c6 – Czarny skoczek · d5 – Czarny pionek · c4 – Biały pionek · d4 – Biały pionek · a2 – Biały pionek · b2 – Biały pionek · e2 – Biały pionek · f2 – Biały pionek · g2 – Biały pionek · h2 – Biały pionek · a1 – Biała wieża · b1 – Biały skoczek · c1 – Biały goniec · d1 – Biały hetman · e1 – Biały król · f1 – Biały goniec · g1 – Biały skoczek · h1 – Biała wieża | a8 – Czarna wieża · c8 – Czarny goniec · d8 – Czarny hetman · e8 – Czarny król · f8 – Czarny goniec · g8 – Czarny skoczek · h8 – Czarna wieża · a7 – Czarny pionek · b7 – Czarny pionek · c7 – Czarny pionek · e7 – Czarny pionek · f7 – Czarny pionek · g7 – Czarny pionek · h7 – Czarny pionek · c6 – Czarny skoczek · d5 – Czarny pionek · c4 – Biały pionek · d4 – Biały pionek · a2 – Biały pionek · b2 – Biały pionek · e2 – Biały pionek · f2 – Biały pionek · g2 – Biały pionek · h2 – Biały pionek · a1 – Biała wieża · b1 – Biały skoczek · c1 – Biały goniec · d1 – Biały hetman · e1 – Biały król · f1 – Biały goniec · g1 – Biały skoczek · h1 – Biała wieża | a8 – Czarna wieża · c8 – Czarny goniec · d8 – Czarny hetman · e8 – Czarny król · f8 – Czarny goniec · g8 – Czarny skoczek · h8 – Czarna wieża · a7 – Czarny pionek · b7 – Czarny pionek · c7 – Czarny pionek · e7 – Czarny pionek · f7 – Czarny pionek · g7 – Czarny pionek · h7 – Czarny pionek · c6 – Czarny skoczek · d5 – Czarny pionek · c4 – Biały pionek · d4 – Biały pionek · a2 – Biały pionek · b2 – Biały pionek · e2 – Biały pionek · f2 – Biały pionek · g2 – Biały pionek · h2 – Biały pionek · a1 – Biała wieża · b1 – Biały skoczek · c1 – Biały goniec · d1 – Biały hetman · e1 – Biały król · f1 – Biały goniec · g1 – Biały skoczek · h1 – Biała wieża | a8 – Czarna wieża · c8 – Czarny goniec · d8 – Czarny hetman · e8 – Czarny król · f8 – Czarny goniec · g8 – Czarny skoczek · h8 – Czarna wieża · a7 – Czarny pionek · b7 – Czarny pionek · c7 – Czarny pionek · e7 – Czarny pionek · f7 – Czarny pionek · g7 – Czarny pionek · h7 – Czarny pionek · c6 – Czarny skoczek · d5 – Czarny pionek · c4 – Biały pionek · d4 – Biały pionek · a2 – Biały pionek · b2 – Biały pionek · e2 – Biały pionek · f2 – Biały pionek · g2 – Biały pionek · h2 – Biały pionek · a1 – Biała wieża · b1 – Biały skoczek · c1 – Biały goniec · d1 – Biały hetman · e1 – Biały król · f1 – Biały goniec · g1 – Biały skoczek · h1 – Biała wieża | a8 – Czarna wieża · c8 – Czarny goniec · d8 – Czarny hetman · e8 – Czarny król · f8 – Czarny goniec · g8 – Czarny skoczek · h8 – Czarna wieża · a7 – Czarny pionek · b7 – Czarny pionek · c7 – Czarny pionek · e7 – Czarny pionek · f7 – Czarny pionek · g7 – Czarny pionek · h7 – Czarny pionek · c6 – Czarny skoczek · d5 – Czarny pionek · c4 – Biały pionek · d4 – Biały pionek · a2 – Biały pionek · b2 – Biały pionek · e2 – Biały pionek · f2 – Biały pionek · g2 – Biały pionek · h2 – Biały pionek · a1 – Biała wieża · b1 – Biały skoczek · c1 – Biały goniec · d1 – Biały hetman · e1 – Biały król · f1 – Biały goniec · g1 – Biały skoczek · h1 – Biała wieża | a8 – Czarna wieża · c8 – Czarny goniec · d8 – Czarny hetman · e8 – Czarny król · f8 – Czarny goniec · g8 – Czarny skoczek · h8 – Czarna wieża · a7 – Czarny pionek · b7 – Czarny pionek · c7 – Czarny pionek · e7 – Czarny pionek · f7 – Czarny pionek · g7 – Czarny pionek · h7 – Czarny pionek · c6 – Czarny skoczek · d5 – Czarny pionek · c4 – Biały pionek · d4 – Biały pionek · a2 – Biały pionek · b2 – Biały pionek · e2 – Biały pionek · f2 – Biały pionek · g2 – Biały pionek · h2 – Biały pionek · a1 – Biała wieża · b1 – Biały skoczek · c1 – Biały goniec · d1 – Biały hetman · e1 – Biały król · f1 – Biały goniec · g1 – Biały skoczek · h1 – Biała wieża | a8 – Czarna wieża · c8 – Czarny goniec · d8 – Czarny hetman · e8 – Czarny król · f8 – Czarny goniec · g8 – Czarny skoczek · h8 – Czarna wieża · a7 – Czarny pionek · b7 – Czarny pionek · c7 – Czarny pionek · e7 – Czarny pionek · f7 – Czarny pionek · g7 – Czarny pionek · h7 – Czarny pionek · c6 – Czarny skoczek · d5 – Czarny pionek · c4 – Biały pionek · d4 – Biały pionek · a2 – Biały pionek · b2 – Biały pionek · e2 – Biały pionek · f2 – Biały pionek · g2 – Biały pionek · h2 – Biały pionek · a1 – Biała wieża · b1 – Biały skoczek · c1 – Biały goniec · d1 – Biały hetman · e1 – Biały król · f1 – Biały goniec · g1 – Biały skoczek · h1 – Biała wieża | a8 – Czarna wieża · c8 – Czarny goniec · d8 – Czarny hetman · e8 – Czarny król · f8 – Czarny goniec · g8 – Czarny skoczek · h8 – Czarna wieża · a7 – Czarny pionek · b7 – Czarny pionek · c7 – Czarny pionek · e7 – Czarny pionek · f7 – Czarny pionek · g7 – Czarny pionek · h7 – Czarny pionek · c6 – Czarny skoczek · d5 – Czarny pionek · c4 – Biały pionek · d4 – Biały pionek · a2 – Biały pionek · b2 – Biały pionek · e2 – Biały pionek · f2 – Biały pionek · g2 – Biały pionek · h2 – Biały pionek · a1 – Biała wieża · b1 – Biały skoczek · c1 – Biały goniec · d1 – Biały hetman · e1 – Biały król · f1 – Biały goniec · g1 – Biały skoczek · h1 – Biała wieża | 8 |
| 7 | a8 – Czarna wieża · c8 – Czarny goniec · d8 – Czarny hetman · e8 – Czarny król · f8 – Czarny goniec · g8 – Czarny skoczek · h8 – Czarna wieża · a7 – Czarny pionek · b7 – Czarny pionek · c7 – Czarny pionek · e7 – Czarny pionek · f7 – Czarny pionek · g7 – Czarny pionek · h7 – Czarny pionek · c6 – Czarny skoczek · d5 – Czarny pionek · c4 – Biały pionek · d4 – Biały pionek · a2 – Biały pionek · b2 – Biały pionek · e2 – Biały pionek · f2 – Biały pionek · g2 – Biały pionek · h2 – Biały pionek · a1 – Biała wieża · b1 – Biały skoczek · c1 – Biały goniec · d1 – Biały hetman · e1 – Biały król · f1 – Biały goniec · g1 – Biały skoczek · h1 – Biała wieża | a8 – Czarna wieża · c8 – Czarny goniec · d8 – Czarny hetman · e8 – Czarny król · f8 – Czarny goniec · g8 – Czarny skoczek · h8 – Czarna wieża · a7 – Czarny pionek · b7 – Czarny pionek · c7 – Czarny pionek · e7 – Czarny pionek · f7 – Czarny pionek · g7 – Czarny pionek · h7 – Czarny pionek · c6 – Czarny skoczek · d5 – Czarny pionek · c4 – Biały pionek · d4 – Biały pionek · a2 – Biały pionek · b2 – Biały pionek · e2 – Biały pionek · f2 – Biały pionek · g2 – Biały pionek · h2 – Biały pionek · a1 – Biała wieża · b1 – Biały skoczek · c1 – Biały goniec · d1 – Biały hetman · e1 – Biały król · f1 – Biały goniec · g1 – Biały skoczek · h1 – Biała wieża | a8 – Czarna wieża · c8 – Czarny goniec · d8 – Czarny hetman · e8 – Czarny król · f8 – Czarny goniec · g8 – Czarny skoczek · h8 – Czarna wieża · a7 – Czarny pionek · b7 – Czarny pionek · c7 – Czarny pionek · e7 – Czarny pionek · f7 – Czarny pionek · g7 – Czarny pionek · h7 – Czarny pionek · c6 – Czarny skoczek · d5 – Czarny pionek · c4 – Biały pionek · d4 – Biały pionek · a2 – Biały pionek · b2 – Biały pionek · e2 – Biały pionek · f2 – Biały pionek · g2 – Biały pionek · h2 – Biały pionek · a1 – Biała wieża · b1 – Biały skoczek · c1 – Biały goniec · d1 – Biały hetman · e1 – Biały król · f1 – Biały goniec · g1 – Biały skoczek · h1 – Biała wieża | a8 – Czarna wieża · c8 – Czarny goniec · d8 – Czarny hetman · e8 – Czarny król · f8 – Czarny goniec · g8 – Czarny skoczek · h8 – Czarna wieża · a7 – Czarny pionek · b7 – Czarny pionek · c7 – Czarny pionek · e7 – Czarny pionek · f7 – Czarny pionek · g7 – Czarny pionek · h7 – Czarny pionek · c6 – Czarny skoczek · d5 – Czarny pionek · c4 – Biały pionek · d4 – Biały pionek · a2 – Biały pionek · b2 – Biały pionek · e2 – Biały pionek · f2 – Biały pionek · g2 – Biały pionek · h2 – Biały pionek · a1 – Biała wieża · b1 – Biały skoczek · c1 – Biały goniec · d1 – Biały hetman · e1 – Biały król · f1 – Biały goniec · g1 – Biały skoczek · h1 – Biała wieża | a8 – Czarna wieża · c8 – Czarny goniec · d8 – Czarny hetman · e8 – Czarny król · f8 – Czarny goniec · g8 – Czarny skoczek · h8 – Czarna wieża · a7 – Czarny pionek · b7 – Czarny pionek · c7 – Czarny pionek · e7 – Czarny pionek · f7 – Czarny pionek · g7 – Czarny pionek · h7 – Czarny pionek · c6 – Czarny skoczek · d5 – Czarny pionek · c4 – Biały pionek · d4 – Biały pionek · a2 – Biały pionek · b2 – Biały pionek · e2 – Biały pionek · f2 – Biały pionek · g2 – Biały pionek · h2 – Biały pionek · a1 – Biała wieża · b1 – Biały skoczek · c1 – Biały goniec · d1 – Biały hetman · e1 – Biały król · f1 – Biały goniec · g1 – Biały skoczek · h1 – Biała wieża | a8 – Czarna wieża · c8 – Czarny goniec · d8 – Czarny hetman · e8 – Czarny król · f8 – Czarny goniec · g8 – Czarny skoczek · h8 – Czarna wieża · a7 – Czarny pionek · b7 – Czarny pionek · c7 – Czarny pionek · e7 – Czarny pionek · f7 – Czarny pionek · g7 – Czarny pionek · h7 – Czarny pionek · c6 – Czarny skoczek · d5 – Czarny pionek · c4 – Biały pionek · d4 – Biały pionek · a2 – Biały pionek · b2 – Biały pionek · e2 – Biały pionek · f2 – Biały pionek · g2 – Biały pionek · h2 – Biały pionek · a1 – Biała wieża · b1 – Biały skoczek · c1 – Biały goniec · d1 – Biały hetman · e1 – Biały król · f1 – Biały goniec · g1 – Biały skoczek · h1 – Biała wieża | a8 – Czarna wieża · c8 – Czarny goniec · d8 – Czarny hetman · e8 – Czarny król · f8 – Czarny goniec · g8 – Czarny skoczek · h8 – Czarna wieża · a7 – Czarny pionek · b7 – Czarny pionek · c7 – Czarny pionek · e7 – Czarny pionek · f7 – Czarny pionek · g7 – Czarny pionek · h7 – Czarny pionek · c6 – Czarny skoczek · d5 – Czarny pionek · c4 – Biały pionek · d4 – Biały pionek · a2 – Biały pionek · b2 – Biały pionek · e2 – Biały pionek · f2 – Biały pionek · g2 – Biały pionek · h2 – Biały pionek · a1 – Biała wieża · b1 – Biały skoczek · c1 – Biały goniec · d1 – Biały hetman · e1 – Biały król · f1 – Biały goniec · g1 – Biały skoczek · h1 – Biała wieża | a8 – Czarna wieża · c8 – Czarny goniec · d8 – Czarny hetman · e8 – Czarny król · f8 – Czarny goniec · g8 – Czarny skoczek · h8 – Czarna wieża · a7 – Czarny pionek · b7 – Czarny pionek · c7 – Czarny pionek · e7 – Czarny pionek · f7 – Czarny pionek · g7 – Czarny pionek · h7 – Czarny pionek · c6 – Czarny skoczek · d5 – Czarny pionek · c4 – Biały pionek · d4 – Biały pionek · a2 – Biały pionek · b2 – Biały pionek · e2 – Biały pionek · f2 – Biały pionek · g2 – Biały pionek · h2 – Biały pionek · a1 – Biała wieża · b1 – Biały skoczek · c1 – Biały goniec · d1 – Biały hetman · e1 – Biały król · f1 – Biały goniec · g1 – Biały skoczek · h1 – Biała wieża | 7 |
| 6 | a8 – Czarna wieża · c8 – Czarny goniec · d8 – Czarny hetman · e8 – Czarny król · f8 – Czarny goniec · g8 – Czarny skoczek · h8 – Czarna wieża · a7 – Czarny pionek · b7 – Czarny pionek · c7 – Czarny pionek · e7 – Czarny pionek · f7 – Czarny pionek · g7 – Czarny pionek · h7 – Czarny pionek · c6 – Czarny skoczek · d5 – Czarny pionek · c4 – Biały pionek · d4 – Biały pionek · a2 – Biały pionek · b2 – Biały pionek · e2 – Biały pionek · f2 – Biały pionek · g2 – Biały pionek · h2 – Biały pionek · a1 – Biała wieża · b1 – Biały skoczek · c1 – Biały goniec · d1 – Biały hetman · e1 – Biały król · f1 – Biały goniec · g1 – Biały skoczek · h1 – Biała wieża | a8 – Czarna wieża · c8 – Czarny goniec · d8 – Czarny hetman · e8 – Czarny król · f8 – Czarny goniec · g8 – Czarny skoczek · h8 – Czarna wieża · a7 – Czarny pionek · b7 – Czarny pionek · c7 – Czarny pionek · e7 – Czarny pionek · f7 – Czarny pionek · g7 – Czarny pionek · h7 – Czarny pionek · c6 – Czarny skoczek · d5 – Czarny pionek · c4 – Biały pionek · d4 – Biały pionek · a2 – Biały pionek · b2 – Biały pionek · e2 – Biały pionek · f2 – Biały pionek · g2 – Biały pionek · h2 – Biały pionek · a1 – Biała wieża · b1 – Biały skoczek · c1 – Biały goniec · d1 – Biały hetman · e1 – Biały król · f1 – Biały goniec · g1 – Biały skoczek · h1 – Biała wieża | a8 – Czarna wieża · c8 – Czarny goniec · d8 – Czarny hetman · e8 – Czarny król · f8 – Czarny goniec · g8 – Czarny skoczek · h8 – Czarna wieża · a7 – Czarny pionek · b7 – Czarny pionek · c7 – Czarny pionek · e7 – Czarny pionek · f7 – Czarny pionek · g7 – Czarny pionek · h7 – Czarny pionek · c6 – Czarny skoczek · d5 – Czarny pionek · c4 – Biały pionek · d4 – Biały pionek · a2 – Biały pionek · b2 – Biały pionek · e2 – Biały pionek · f2 – Biały pionek · g2 – Biały pionek · h2 – Biały pionek · a1 – Biała wieża · b1 – Biały skoczek · c1 – Biały goniec · d1 – Biały hetman · e1 – Biały król · f1 – Biały goniec · g1 – Biały skoczek · h1 – Biała wieża | a8 – Czarna wieża · c8 – Czarny goniec · d8 – Czarny hetman · e8 – Czarny król · f8 – Czarny goniec · g8 – Czarny skoczek · h8 – Czarna wieża · a7 – Czarny pionek · b7 – Czarny pionek · c7 – Czarny pionek · e7 – Czarny pionek · f7 – Czarny pionek · g7 – Czarny pionek · h7 – Czarny pionek · c6 – Czarny skoczek · d5 – Czarny pionek · c4 – Biały pionek · d4 – Biały pionek · a2 – Biały pionek · b2 – Biały pionek · e2 – Biały pionek · f2 – Biały pionek · g2 – Biały pionek · h2 – Biały pionek · a1 – Biała wieża · b1 – Biały skoczek · c1 – Biały goniec · d1 – Biały hetman · e1 – Biały król · f1 – Biały goniec · g1 – Biały skoczek · h1 – Biała wieża | a8 – Czarna wieża · c8 – Czarny goniec · d8 – Czarny hetman · e8 – Czarny król · f8 – Czarny goniec · g8 – Czarny skoczek · h8 – Czarna wieża · a7 – Czarny pionek · b7 – Czarny pionek · c7 – Czarny pionek · e7 – Czarny pionek · f7 – Czarny pionek · g7 – Czarny pionek · h7 – Czarny pionek · c6 – Czarny skoczek · d5 – Czarny pionek · c4 – Biały pionek · d4 – Biały pionek · a2 – Biały pionek · b2 – Biały pionek · e2 – Biały pionek · f2 – Biały pionek · g2 – Biały pionek · h2 – Biały pionek · a1 – Biała wieża · b1 – Biały skoczek · c1 – Biały goniec · d1 – Biały hetman · e1 – Biały król · f1 – Biały goniec · g1 – Biały skoczek · h1 – Biała wieża | a8 – Czarna wieża · c8 – Czarny goniec · d8 – Czarny hetman · e8 – Czarny król · f8 – Czarny goniec · g8 – Czarny skoczek · h8 – Czarna wieża · a7 – Czarny pionek · b7 – Czarny pionek · c7 – Czarny pionek · e7 – Czarny pionek · f7 – Czarny pionek · g7 – Czarny pionek · h7 – Czarny pionek · c6 – Czarny skoczek · d5 – Czarny pionek · c4 – Biały pionek · d4 – Biały pionek · a2 – Biały pionek · b2 – Biały pionek · e2 – Biały pionek · f2 – Biały pionek · g2 – Biały pionek · h2 – Biały pionek · a1 – Biała wieża · b1 – Biały skoczek · c1 – Biały goniec · d1 – Biały hetman · e1 – Biały król · f1 – Biały goniec · g1 – Biały skoczek · h1 – Biała wieża | a8 – Czarna wieża · c8 – Czarny goniec · d8 – Czarny hetman · e8 – Czarny król · f8 – Czarny goniec · g8 – Czarny skoczek · h8 – Czarna wieża · a7 – Czarny pionek · b7 – Czarny pionek · c7 – Czarny pionek · e7 – Czarny pionek · f7 – Czarny pionek · g7 – Czarny pionek · h7 – Czarny pionek · c6 – Czarny skoczek · d5 – Czarny pionek · c4 – Biały pionek · d4 – Biały pionek · a2 – Biały pionek · b2 – Biały pionek · e2 – Biały pionek · f2 – Biały pionek · g2 – Biały pionek · h2 – Biały pionek · a1 – Biała wieża · b1 – Biały skoczek · c1 – Biały goniec · d1 – Biały hetman · e1 – Biały król · f1 – Biały goniec · g1 – Biały skoczek · h1 – Biała wieża | a8 – Czarna wieża · c8 – Czarny goniec · d8 – Czarny hetman · e8 – Czarny król · f8 – Czarny goniec · g8 – Czarny skoczek · h8 – Czarna wieża · a7 – Czarny pionek · b7 – Czarny pionek · c7 – Czarny pionek · e7 – Czarny pionek · f7 – Czarny pionek · g7 – Czarny pionek · h7 – Czarny pionek · c6 – Czarny skoczek · d5 – Czarny pionek · c4 – Biały pionek · d4 – Biały pionek · a2 – Biały pionek · b2 – Biały pionek · e2 – Biały pionek · f2 – Biały pionek · g2 – Biały pionek · h2 – Biały pionek · a1 – Biała wieża · b1 – Biały skoczek · c1 – Biały goniec · d1 – Biały hetman · e1 – Biały król · f1 – Biały goniec · g1 – Biały skoczek · h1 – Biała wieża | 6 |
| 5 | a8 – Czarna wieża · c8 – Czarny goniec · d8 – Czarny hetman · e8 – Czarny król · f8 – Czarny goniec · g8 – Czarny skoczek · h8 – Czarna wieża · a7 – Czarny pionek · b7 – Czarny pionek · c7 – Czarny pionek · e7 – Czarny pionek · f7 – Czarny pionek · g7 – Czarny pionek · h7 – Czarny pionek · c6 – Czarny skoczek · d5 – Czarny pionek · c4 – Biały pionek · d4 – Biały pionek · a2 – Biały pionek · b2 – Biały pionek · e2 – Biały pionek · f2 – Biały pionek · g2 – Biały pionek · h2 – Biały pionek · a1 – Biała wieża · b1 – Biały skoczek · c1 – Biały goniec · d1 – Biały hetman · e1 – Biały król · f1 – Biały goniec · g1 – Biały skoczek · h1 – Biała wieża | a8 – Czarna wieża · c8 – Czarny goniec · d8 – Czarny hetman · e8 – Czarny król · f8 – Czarny goniec · g8 – Czarny skoczek · h8 – Czarna wieża · a7 – Czarny pionek · b7 – Czarny pionek · c7 – Czarny pionek · e7 – Czarny pionek · f7 – Czarny pionek · g7 – Czarny pionek · h7 – Czarny pionek · c6 – Czarny skoczek · d5 – Czarny pionek · c4 – Biały pionek · d4 – Biały pionek · a2 – Biały pionek · b2 – Biały pionek · e2 – Biały pionek · f2 – Biały pionek · g2 – Biały pionek · h2 – Biały pionek · a1 – Biała wieża · b1 – Biały skoczek · c1 – Biały goniec · d1 – Biały hetman · e1 – Biały król · f1 – Biały goniec · g1 – Biały skoczek · h1 – Biała wieża | a8 – Czarna wieża · c8 – Czarny goniec · d8 – Czarny hetman · e8 – Czarny król · f8 – Czarny goniec · g8 – Czarny skoczek · h8 – Czarna wieża · a7 – Czarny pionek · b7 – Czarny pionek · c7 – Czarny pionek · e7 – Czarny pionek · f7 – Czarny pionek · g7 – Czarny pionek · h7 – Czarny pionek · c6 – Czarny skoczek · d5 – Czarny pionek · c4 – Biały pionek · d4 – Biały pionek · a2 – Biały pionek · b2 – Biały pionek · e2 – Biały pionek · f2 – Biały pionek · g2 – Biały pionek · h2 – Biały pionek · a1 – Biała wieża · b1 – Biały skoczek · c1 – Biały goniec · d1 – Biały hetman · e1 – Biały król · f1 – Biały goniec · g1 – Biały skoczek · h1 – Biała wieża | a8 – Czarna wieża · c8 – Czarny goniec · d8 – Czarny hetman · e8 – Czarny król · f8 – Czarny goniec · g8 – Czarny skoczek · h8 – Czarna wieża · a7 – Czarny pionek · b7 – Czarny pionek · c7 – Czarny pionek · e7 – Czarny pionek · f7 – Czarny pionek · g7 – Czarny pionek · h7 – Czarny pionek · c6 – Czarny skoczek · d5 – Czarny pionek · c4 – Biały pionek · d4 – Biały pionek · a2 – Biały pionek · b2 – Biały pionek · e2 – Biały pionek · f2 – Biały pionek · g2 – Biały pionek · h2 – Biały pionek · a1 – Biała wieża · b1 – Biały skoczek · c1 – Biały goniec · d1 – Biały hetman · e1 – Biały król · f1 – Biały goniec · g1 – Biały skoczek · h1 – Biała wieża | a8 – Czarna wieża · c8 – Czarny goniec · d8 – Czarny hetman · e8 – Czarny król · f8 – Czarny goniec · g8 – Czarny skoczek · h8 – Czarna wieża · a7 – Czarny pionek · b7 – Czarny pionek · c7 – Czarny pionek · e7 – Czarny pionek · f7 – Czarny pionek · g7 – Czarny pionek · h7 – Czarny pionek · c6 – Czarny skoczek · d5 – Czarny pionek · c4 – Biały pionek · d4 – Biały pionek · a2 – Biały pionek · b2 – Biały pionek · e2 – Biały pionek · f2 – Biały pionek · g2 – Biały pionek · h2 – Biały pionek · a1 – Biała wieża · b1 – Biały skoczek · c1 – Biały goniec · d1 – Biały hetman · e1 – Biały król · f1 – Biały goniec · g1 – Biały skoczek · h1 – Biała wieża | a8 – Czarna wieża · c8 – Czarny goniec · d8 – Czarny hetman · e8 – Czarny król · f8 – Czarny goniec · g8 – Czarny skoczek · h8 – Czarna wieża · a7 – Czarny pionek · b7 – Czarny pionek · c7 – Czarny pionek · e7 – Czarny pionek · f7 – Czarny pionek · g7 – Czarny pionek · h7 – Czarny pionek · c6 – Czarny skoczek · d5 – Czarny pionek · c4 – Biały pionek · d4 – Biały pionek · a2 – Biały pionek · b2 – Biały pionek · e2 – Biały pionek · f2 – Biały pionek · g2 – Biały pionek · h2 – Biały pionek · a1 – Biała wieża · b1 – Biały skoczek · c1 – Biały goniec · d1 – Biały hetman · e1 – Biały król · f1 – Biały goniec · g1 – Biały skoczek · h1 – Biała wieża | a8 – Czarna wieża · c8 – Czarny goniec · d8 – Czarny hetman · e8 – Czarny król · f8 – Czarny goniec · g8 – Czarny skoczek · h8 – Czarna wieża · a7 – Czarny pionek · b7 – Czarny pionek · c7 – Czarny pionek · e7 – Czarny pionek · f7 – Czarny pionek · g7 – Czarny pionek · h7 – Czarny pionek · c6 – Czarny skoczek · d5 – Czarny pionek · c4 – Biały pionek · d4 – Biały pionek · a2 – Biały pionek · b2 – Biały pionek · e2 – Biały pionek · f2 – Biały pionek · g2 – Biały pionek · h2 – Biały pionek · a1 – Biała wieża · b1 – Biały skoczek · c1 – Biały goniec · d1 – Biały hetman · e1 – Biały król · f1 – Biały goniec · g1 – Biały skoczek · h1 – Biała wieża | a8 – Czarna wieża · c8 – Czarny goniec · d8 – Czarny hetman · e8 – Czarny król · f8 – Czarny goniec · g8 – Czarny skoczek · h8 – Czarna wieża · a7 – Czarny pionek · b7 – Czarny pionek · c7 – Czarny pionek · e7 – Czarny pionek · f7 – Czarny pionek · g7 – Czarny pionek · h7 – Czarny pionek · c6 – Czarny skoczek · d5 – Czarny pionek · c4 – Biały pionek · d4 – Biały pionek · a2 – Biały pionek · b2 – Biały pionek · e2 – Biały pionek · f2 – Biały pionek · g2 – Biały pionek · h2 – Biały pionek · a1 – Biała wieża · b1 – Biały skoczek · c1 – Biały goniec · d1 – Biały hetman · e1 – Biały król · f1 – Biały goniec · g1 – Biały skoczek · h1 – Biała wieża | 5 |
| 4 | a8 – Czarna wieża · c8 – Czarny goniec · d8 – Czarny hetman · e8 – Czarny król · f8 – Czarny goniec · g8 – Czarny skoczek · h8 – Czarna wieża · a7 – Czarny pionek · b7 – Czarny pionek · c7 – Czarny pionek · e7 – Czarny pionek · f7 – Czarny pionek · g7 – Czarny pionek · h7 – Czarny pionek · c6 – Czarny skoczek · d5 – Czarny pionek · c4 – Biały pionek · d4 – Biały pionek · a2 – Biały pionek · b2 – Biały pionek · e2 – Biały pionek · f2 – Biały pionek · g2 – Biały pionek · h2 – Biały pionek · a1 – Biała wieża · b1 – Biały skoczek · c1 – Biały goniec · d1 – Biały hetman · e1 – Biały król · f1 – Biały goniec · g1 – Biały skoczek · h1 – Biała wieża | a8 – Czarna wieża · c8 – Czarny goniec · d8 – Czarny hetman · e8 – Czarny król · f8 – Czarny goniec · g8 – Czarny skoczek · h8 – Czarna wieża · a7 – Czarny pionek · b7 – Czarny pionek · c7 – Czarny pionek · e7 – Czarny pionek · f7 – Czarny pionek · g7 – Czarny pionek · h7 – Czarny pionek · c6 – Czarny skoczek · d5 – Czarny pionek · c4 – Biały pionek · d4 – Biały pionek · a2 – Biały pionek · b2 – Biały pionek · e2 – Biały pionek · f2 – Biały pionek · g2 – Biały pionek · h2 – Biały pionek · a1 – Biała wieża · b1 – Biały skoczek · c1 – Biały goniec · d1 – Biały hetman · e1 – Biały król · f1 – Biały goniec · g1 – Biały skoczek · h1 – Biała wieża | a8 – Czarna wieża · c8 – Czarny goniec · d8 – Czarny hetman · e8 – Czarny król · f8 – Czarny goniec · g8 – Czarny skoczek · h8 – Czarna wieża · a7 – Czarny pionek · b7 – Czarny pionek · c7 – Czarny pionek · e7 – Czarny pionek · f7 – Czarny pionek · g7 – Czarny pionek · h7 – Czarny pionek · c6 – Czarny skoczek · d5 – Czarny pionek · c4 – Biały pionek · d4 – Biały pionek · a2 – Biały pionek · b2 – Biały pionek · e2 – Biały pionek · f2 – Biały pionek · g2 – Biały pionek · h2 – Biały pionek · a1 – Biała wieża · b1 – Biały skoczek · c1 – Biały goniec · d1 – Biały hetman · e1 – Biały król · f1 – Biały goniec · g1 – Biały skoczek · h1 – Biała wieża | a8 – Czarna wieża · c8 – Czarny goniec · d8 – Czarny hetman · e8 – Czarny król · f8 – Czarny goniec · g8 – Czarny skoczek · h8 – Czarna wieża · a7 – Czarny pionek · b7 – Czarny pionek · c7 – Czarny pionek · e7 – Czarny pionek · f7 – Czarny pionek · g7 – Czarny pionek · h7 – Czarny pionek · c6 – Czarny skoczek · d5 – Czarny pionek · c4 – Biały pionek · d4 – Biały pionek · a2 – Biały pionek · b2 – Biały pionek · e2 – Biały pionek · f2 – Biały pionek · g2 – Biały pionek · h2 – Biały pionek · a1 – Biała wieża · b1 – Biały skoczek · c1 – Biały goniec · d1 – Biały hetman · e1 – Biały król · f1 – Biały goniec · g1 – Biały skoczek · h1 – Biała wieża | a8 – Czarna wieża · c8 – Czarny goniec · d8 – Czarny hetman · e8 – Czarny król · f8 – Czarny goniec · g8 – Czarny skoczek · h8 – Czarna wieża · a7 – Czarny pionek · b7 – Czarny pionek · c7 – Czarny pionek · e7 – Czarny pionek · f7 – Czarny pionek · g7 – Czarny pionek · h7 – Czarny pionek · c6 – Czarny skoczek · d5 – Czarny pionek · c4 – Biały pionek · d4 – Biały pionek · a2 – Biały pionek · b2 – Biały pionek · e2 – Biały pionek · f2 – Biały pionek · g2 – Biały pionek · h2 – Biały pionek · a1 – Biała wieża · b1 – Biały skoczek · c1 – Biały goniec · d1 – Biały hetman · e1 – Biały król · f1 – Biały goniec · g1 – Biały skoczek · h1 – Biała wieża | a8 – Czarna wieża · c8 – Czarny goniec · d8 – Czarny hetman · e8 – Czarny król · f8 – Czarny goniec · g8 – Czarny skoczek · h8 – Czarna wieża · a7 – Czarny pionek · b7 – Czarny pionek · c7 – Czarny pionek · e7 – Czarny pionek · f7 – Czarny pionek · g7 – Czarny pionek · h7 – Czarny pionek · c6 – Czarny skoczek · d5 – Czarny pionek · c4 – Biały pionek · d4 – Biały pionek · a2 – Biały pionek · b2 – Biały pionek · e2 – Biały pionek · f2 – Biały pionek · g2 – Biały pionek · h2 – Biały pionek · a1 – Biała wieża · b1 – Biały skoczek · c1 – Biały goniec · d1 – Biały hetman · e1 – Biały król · f1 – Biały goniec · g1 – Biały skoczek · h1 – Biała wieża | a8 – Czarna wieża · c8 – Czarny goniec · d8 – Czarny hetman · e8 – Czarny król · f8 – Czarny goniec · g8 – Czarny skoczek · h8 – Czarna wieża · a7 – Czarny pionek · b7 – Czarny pionek · c7 – Czarny pionek · e7 – Czarny pionek · f7 – Czarny pionek · g7 – Czarny pionek · h7 – Czarny pionek · c6 – Czarny skoczek · d5 – Czarny pionek · c4 – Biały pionek · d4 – Biały pionek · a2 – Biały pionek · b2 – Biały pionek · e2 – Biały pionek · f2 – Biały pionek · g2 – Biały pionek · h2 – Biały pionek · a1 – Biała wieża · b1 – Biały skoczek · c1 – Biały goniec · d1 – Biały hetman · e1 – Biały król · f1 – Biały goniec · g1 – Biały skoczek · h1 – Biała wieża | a8 – Czarna wieża · c8 – Czarny goniec · d8 – Czarny hetman · e8 – Czarny król · f8 – Czarny goniec · g8 – Czarny skoczek · h8 – Czarna wieża · a7 – Czarny pionek · b7 – Czarny pionek · c7 – Czarny pionek · e7 – Czarny pionek · f7 – Czarny pionek · g7 – Czarny pionek · h7 – Czarny pionek · c6 – Czarny skoczek · d5 – Czarny pionek · c4 – Biały pionek · d4 – Biały pionek · a2 – Biały pionek · b2 – Biały pionek · e2 – Biały pionek · f2 – Biały pionek · g2 – Biały pionek · h2 – Biały pionek · a1 – Biała wieża · b1 – Biały skoczek · c1 – Biały goniec · d1 – Biały hetman · e1 – Biały król · f1 – Biały goniec · g1 – Biały skoczek · h1 – Biała wieża | 4 |
| 3 | a8 – Czarna wieża · c8 – Czarny goniec · d8 – Czarny hetman · e8 – Czarny król · f8 – Czarny goniec · g8 – Czarny skoczek · h8 – Czarna wieża · a7 – Czarny pionek · b7 – Czarny pionek · c7 – Czarny pionek · e7 – Czarny pionek · f7 – Czarny pionek · g7 – Czarny pionek · h7 – Czarny pionek · c6 – Czarny skoczek · d5 – Czarny pionek · c4 – Biały pionek · d4 – Biały pionek · a2 – Biały pionek · b2 – Biały pionek · e2 – Biały pionek · f2 – Biały pionek · g2 – Biały pionek · h2 – Biały pionek · a1 – Biała wieża · b1 – Biały skoczek · c1 – Biały goniec · d1 – Biały hetman · e1 – Biały król · f1 – Biały goniec · g1 – Biały skoczek · h1 – Biała wieża | a8 – Czarna wieża · c8 – Czarny goniec · d8 – Czarny hetman · e8 – Czarny król · f8 – Czarny goniec · g8 – Czarny skoczek · h8 – Czarna wieża · a7 – Czarny pionek · b7 – Czarny pionek · c7 – Czarny pionek · e7 – Czarny pionek · f7 – Czarny pionek · g7 – Czarny pionek · h7 – Czarny pionek · c6 – Czarny skoczek · d5 – Czarny pionek · c4 – Biały pionek · d4 – Biały pionek · a2 – Biały pionek · b2 – Biały pionek · e2 – Biały pionek · f2 – Biały pionek · g2 – Biały pionek · h2 – Biały pionek · a1 – Biała wieża · b1 – Biały skoczek · c1 – Biały goniec · d1 – Biały hetman · e1 – Biały król · f1 – Biały goniec · g1 – Biały skoczek · h1 – Biała wieża | a8 – Czarna wieża · c8 – Czarny goniec · d8 – Czarny hetman · e8 – Czarny król · f8 – Czarny goniec · g8 – Czarny skoczek · h8 – Czarna wieża · a7 – Czarny pionek · b7 – Czarny pionek · c7 – Czarny pionek · e7 – Czarny pionek · f7 – Czarny pionek · g7 – Czarny pionek · h7 – Czarny pionek · c6 – Czarny skoczek · d5 – Czarny pionek · c4 – Biały pionek · d4 – Biały pionek · a2 – Biały pionek · b2 – Biały pionek · e2 – Biały pionek · f2 – Biały pionek · g2 – Biały pionek · h2 – Biały pionek · a1 – Biała wieża · b1 – Biały skoczek · c1 – Biały goniec · d1 – Biały hetman · e1 – Biały król · f1 – Biały goniec · g1 – Biały skoczek · h1 – Biała wieża | a8 – Czarna wieża · c8 – Czarny goniec · d8 – Czarny hetman · e8 – Czarny król · f8 – Czarny goniec · g8 – Czarny skoczek · h8 – Czarna wieża · a7 – Czarny pionek · b7 – Czarny pionek · c7 – Czarny pionek · e7 – Czarny pionek · f7 – Czarny pionek · g7 – Czarny pionek · h7 – Czarny pionek · c6 – Czarny skoczek · d5 – Czarny pionek · c4 – Biały pionek · d4 – Biały pionek · a2 – Biały pionek · b2 – Biały pionek · e2 – Biały pionek · f2 – Biały pionek · g2 – Biały pionek · h2 – Biały pionek · a1 – Biała wieża · b1 – Biały skoczek · c1 – Biały goniec · d1 – Biały hetman · e1 – Biały król · f1 – Biały goniec · g1 – Biały skoczek · h1 – Biała wieża | a8 – Czarna wieża · c8 – Czarny goniec · d8 – Czarny hetman · e8 – Czarny król · f8 – Czarny goniec · g8 – Czarny skoczek · h8 – Czarna wieża · a7 – Czarny pionek · b7 – Czarny pionek · c7 – Czarny pionek · e7 – Czarny pionek · f7 – Czarny pionek · g7 – Czarny pionek · h7 – Czarny pionek · c6 – Czarny skoczek · d5 – Czarny pionek · c4 – Biały pionek · d4 – Biały pionek · a2 – Biały pionek · b2 – Biały pionek · e2 – Biały pionek · f2 – Biały pionek · g2 – Biały pionek · h2 – Biały pionek · a1 – Biała wieża · b1 – Biały skoczek · c1 – Biały goniec · d1 – Biały hetman · e1 – Biały król · f1 – Biały goniec · g1 – Biały skoczek · h1 – Biała wieża | a8 – Czarna wieża · c8 – Czarny goniec · d8 – Czarny hetman · e8 – Czarny król · f8 – Czarny goniec · g8 – Czarny skoczek · h8 – Czarna wieża · a7 – Czarny pionek · b7 – Czarny pionek · c7 – Czarny pionek · e7 – Czarny pionek · f7 – Czarny pionek · g7 – Czarny pionek · h7 – Czarny pionek · c6 – Czarny skoczek · d5 – Czarny pionek · c4 – Biały pionek · d4 – Biały pionek · a2 – Biały pionek · b2 – Biały pionek · e2 – Biały pionek · f2 – Biały pionek · g2 – Biały pionek · h2 – Biały pionek · a1 – Biała wieża · b1 – Biały skoczek · c1 – Biały goniec · d1 – Biały hetman · e1 – Biały król · f1 – Biały goniec · g1 – Biały skoczek · h1 – Biała wieża | a8 – Czarna wieża · c8 – Czarny goniec · d8 – Czarny hetman · e8 – Czarny król · f8 – Czarny goniec · g8 – Czarny skoczek · h8 – Czarna wieża · a7 – Czarny pionek · b7 – Czarny pionek · c7 – Czarny pionek · e7 – Czarny pionek · f7 – Czarny pionek · g7 – Czarny pionek · h7 – Czarny pionek · c6 – Czarny skoczek · d5 – Czarny pionek · c4 – Biały pionek · d4 – Biały pionek · a2 – Biały pionek · b2 – Biały pionek · e2 – Biały pionek · f2 – Biały pionek · g2 – Biały pionek · h2 – Biały pionek · a1 – Biała wieża · b1 – Biały skoczek · c1 – Biały goniec · d1 – Biały hetman · e1 – Biały król · f1 – Biały goniec · g1 – Biały skoczek · h1 – Biała wieża | a8 – Czarna wieża · c8 – Czarny goniec · d8 – Czarny hetman · e8 – Czarny król · f8 – Czarny goniec · g8 – Czarny skoczek · h8 – Czarna wieża · a7 – Czarny pionek · b7 – Czarny pionek · c7 – Czarny pionek · e7 – Czarny pionek · f7 – Czarny pionek · g7 – Czarny pionek · h7 – Czarny pionek · c6 – Czarny skoczek · d5 – Czarny pionek · c4 – Biały pionek · d4 – Biały pionek · a2 – Biały pionek · b2 – Biały pionek · e2 – Biały pionek · f2 – Biały pionek · g2 – Biały pionek · h2 – Biały pionek · a1 – Biała wieża · b1 – Biały skoczek · c1 – Biały goniec · d1 – Biały hetman · e1 – Biały król · f1 – Biały goniec · g1 – Biały skoczek · h1 – Biała wieża | 3 |
| 2 | a8 – Czarna wieża · c8 – Czarny goniec · d8 – Czarny hetman · e8 – Czarny król · f8 – Czarny goniec · g8 – Czarny skoczek · h8 – Czarna wieża · a7 – Czarny pionek · b7 – Czarny pionek · c7 – Czarny pionek · e7 – Czarny pionek · f7 – Czarny pionek · g7 – Czarny pionek · h7 – Czarny pionek · c6 – Czarny skoczek · d5 – Czarny pionek · c4 – Biały pionek · d4 – Biały pionek · a2 – Biały pionek · b2 – Biały pionek · e2 – Biały pionek · f2 – Biały pionek · g2 – Biały pionek · h2 – Biały pionek · a1 – Biała wieża · b1 – Biały skoczek · c1 – Biały goniec · d1 – Biały hetman · e1 – Biały król · f1 – Biały goniec · g1 – Biały skoczek · h1 – Biała wieża | a8 – Czarna wieża · c8 – Czarny goniec · d8 – Czarny hetman · e8 – Czarny król · f8 – Czarny goniec · g8 – Czarny skoczek · h8 – Czarna wieża · a7 – Czarny pionek · b7 – Czarny pionek · c7 – Czarny pionek · e7 – Czarny pionek · f7 – Czarny pionek · g7 – Czarny pionek · h7 – Czarny pionek · c6 – Czarny skoczek · d5 – Czarny pionek · c4 – Biały pionek · d4 – Biały pionek · a2 – Biały pionek · b2 – Biały pionek · e2 – Biały pionek · f2 – Biały pionek · g2 – Biały pionek · h2 – Biały pionek · a1 – Biała wieża · b1 – Biały skoczek · c1 – Biały goniec · d1 – Biały hetman · e1 – Biały król · f1 – Biały goniec · g1 – Biały skoczek · h1 – Biała wieża | a8 – Czarna wieża · c8 – Czarny goniec · d8 – Czarny hetman · e8 – Czarny król · f8 – Czarny goniec · g8 – Czarny skoczek · h8 – Czarna wieża · a7 – Czarny pionek · b7 – Czarny pionek · c7 – Czarny pionek · e7 – Czarny pionek · f7 – Czarny pionek · g7 – Czarny pionek · h7 – Czarny pionek · c6 – Czarny skoczek · d5 – Czarny pionek · c4 – Biały pionek · d4 – Biały pionek · a2 – Biały pionek · b2 – Biały pionek · e2 – Biały pionek · f2 – Biały pionek · g2 – Biały pionek · h2 – Biały pionek · a1 – Biała wieża · b1 – Biały skoczek · c1 – Biały goniec · d1 – Biały hetman · e1 – Biały król · f1 – Biały goniec · g1 – Biały skoczek · h1 – Biała wieża | a8 – Czarna wieża · c8 – Czarny goniec · d8 – Czarny hetman · e8 – Czarny król · f8 – Czarny goniec · g8 – Czarny skoczek · h8 – Czarna wieża · a7 – Czarny pionek · b7 – Czarny pionek · c7 – Czarny pionek · e7 – Czarny pionek · f7 – Czarny pionek · g7 – Czarny pionek · h7 – Czarny pionek · c6 – Czarny skoczek · d5 – Czarny pionek · c4 – Biały pionek · d4 – Biały pionek · a2 – Biały pionek · b2 – Biały pionek · e2 – Biały pionek · f2 – Biały pionek · g2 – Biały pionek · h2 – Biały pionek · a1 – Biała wieża · b1 – Biały skoczek · c1 – Biały goniec · d1 – Biały hetman · e1 – Biały król · f1 – Biały goniec · g1 – Biały skoczek · h1 – Biała wieża | a8 – Czarna wieża · c8 – Czarny goniec · d8 – Czarny hetman · e8 – Czarny król · f8 – Czarny goniec · g8 – Czarny skoczek · h8 – Czarna wieża · a7 – Czarny pionek · b7 – Czarny pionek · c7 – Czarny pionek · e7 – Czarny pionek · f7 – Czarny pionek · g7 – Czarny pionek · h7 – Czarny pionek · c6 – Czarny skoczek · d5 – Czarny pionek · c4 – Biały pionek · d4 – Biały pionek · a2 – Biały pionek · b2 – Biały pionek · e2 – Biały pionek · f2 – Biały pionek · g2 – Biały pionek · h2 – Biały pionek · a1 – Biała wieża · b1 – Biały skoczek · c1 – Biały goniec · d1 – Biały hetman · e1 – Biały król · f1 – Biały goniec · g1 – Biały skoczek · h1 – Biała wieża | a8 – Czarna wieża · c8 – Czarny goniec · d8 – Czarny hetman · e8 – Czarny król · f8 – Czarny goniec · g8 – Czarny skoczek · h8 – Czarna wieża · a7 – Czarny pionek · b7 – Czarny pionek · c7 – Czarny pionek · e7 – Czarny pionek · f7 – Czarny pionek · g7 – Czarny pionek · h7 – Czarny pionek · c6 – Czarny skoczek · d5 – Czarny pionek · c4 – Biały pionek · d4 – Biały pionek · a2 – Biały pionek · b2 – Biały pionek · e2 – Biały pionek · f2 – Biały pionek · g2 – Biały pionek · h2 – Biały pionek · a1 – Biała wieża · b1 – Biały skoczek · c1 – Biały goniec · d1 – Biały hetman · e1 – Biały król · f1 – Biały goniec · g1 – Biały skoczek · h1 – Biała wieża | a8 – Czarna wieża · c8 – Czarny goniec · d8 – Czarny hetman · e8 – Czarny król · f8 – Czarny goniec · g8 – Czarny skoczek · h8 – Czarna wieża · a7 – Czarny pionek · b7 – Czarny pionek · c7 – Czarny pionek · e7 – Czarny pionek · f7 – Czarny pionek · g7 – Czarny pionek · h7 – Czarny pionek · c6 – Czarny skoczek · d5 – Czarny pionek · c4 – Biały pionek · d4 – Biały pionek · a2 – Biały pionek · b2 – Biały pionek · e2 – Biały pionek · f2 – Biały pionek · g2 – Biały pionek · h2 – Biały pionek · a1 – Biała wieża · b1 – Biały skoczek · c1 – Biały goniec · d1 – Biały hetman · e1 – Biały król · f1 – Biały goniec · g1 – Biały skoczek · h1 – Biała wieża | a8 – Czarna wieża · c8 – Czarny goniec · d8 – Czarny hetman · e8 – Czarny król · f8 – Czarny goniec · g8 – Czarny skoczek · h8 – Czarna wieża · a7 – Czarny pionek · b7 – Czarny pionek · c7 – Czarny pionek · e7 – Czarny pionek · f7 – Czarny pionek · g7 – Czarny pionek · h7 – Czarny pionek · c6 – Czarny skoczek · d5 – Czarny pionek · c4 – Biały pionek · d4 – Biały pionek · a2 – Biały pionek · b2 – Biały pionek · e2 – Biały pionek · f2 – Biały pionek · g2 – Biały pionek · h2 – Biały pionek · a1 – Biała wieża · b1 – Biały skoczek · c1 – Biały goniec · d1 – Biały hetman · e1 – Biały król · f1 – Biały goniec · g1 – Biały skoczek · h1 – Biała wieża | 2 |
| 1 | a8 – Czarna wieża · c8 – Czarny goniec · d8 – Czarny hetman · e8 – Czarny król · f8 – Czarny goniec · g8 – Czarny skoczek · h8 – Czarna wieża · a7 – Czarny pionek · b7 – Czarny pionek · c7 – Czarny pionek · e7 – Czarny pionek · f7 – Czarny pionek · g7 – Czarny pionek · h7 – Czarny pionek · c6 – Czarny skoczek · d5 – Czarny pionek · c4 – Biały pionek · d4 – Biały pionek · a2 – Biały pionek · b2 – Biały pionek · e2 – Biały pionek · f2 – Biały pionek · g2 – Biały pionek · h2 – Biały pionek · a1 – Biała wieża · b1 – Biały skoczek · c1 – Biały goniec · d1 – Biały hetman · e1 – Biały król · f1 – Biały goniec · g1 – Biały skoczek · h1 – Biała wieża | a8 – Czarna wieża · c8 – Czarny goniec · d8 – Czarny hetman · e8 – Czarny król · f8 – Czarny goniec · g8 – Czarny skoczek · h8 – Czarna wieża · a7 – Czarny pionek · b7 – Czarny pionek · c7 – Czarny pionek · e7 – Czarny pionek · f7 – Czarny pionek · g7 – Czarny pionek · h7 – Czarny pionek · c6 – Czarny skoczek · d5 – Czarny pionek · c4 – Biały pionek · d4 – Biały pionek · a2 – Biały pionek · b2 – Biały pionek · e2 – Biały pionek · f2 – Biały pionek · g2 – Biały pionek · h2 – Biały pionek · a1 – Biała wieża · b1 – Biały skoczek · c1 – Biały goniec · d1 – Biały hetman · e1 – Biały król · f1 – Biały goniec · g1 – Biały skoczek · h1 – Biała wieża | a8 – Czarna wieża · c8 – Czarny goniec · d8 – Czarny hetman · e8 – Czarny król · f8 – Czarny goniec · g8 – Czarny skoczek · h8 – Czarna wieża · a7 – Czarny pionek · b7 – Czarny pionek · c7 – Czarny pionek · e7 – Czarny pionek · f7 – Czarny pionek · g7 – Czarny pionek · h7 – Czarny pionek · c6 – Czarny skoczek · d5 – Czarny pionek · c4 – Biały pionek · d4 – Biały pionek · a2 – Biały pionek · b2 – Biały pionek · e2 – Biały pionek · f2 – Biały pionek · g2 – Biały pionek · h2 – Biały pionek · a1 – Biała wieża · b1 – Biały skoczek · c1 – Biały goniec · d1 – Biały hetman · e1 – Biały król · f1 – Biały goniec · g1 – Biały skoczek · h1 – Biała wieża | a8 – Czarna wieża · c8 – Czarny goniec · d8 – Czarny hetman · e8 – Czarny król · f8 – Czarny goniec · g8 – Czarny skoczek · h8 – Czarna wieża · a7 – Czarny pionek · b7 – Czarny pionek · c7 – Czarny pionek · e7 – Czarny pionek · f7 – Czarny pionek · g7 – Czarny pionek · h7 – Czarny pionek · c6 – Czarny skoczek · d5 – Czarny pionek · c4 – Biały pionek · d4 – Biały pionek · a2 – Biały pionek · b2 – Biały pionek · e2 – Biały pionek · f2 – Biały pionek · g2 – Biały pionek · h2 – Biały pionek · a1 – Biała wieża · b1 – Biały skoczek · c1 – Biały goniec · d1 – Biały hetman · e1 – Biały król · f1 – Biały goniec · g1 – Biały skoczek · h1 – Biała wieża | a8 – Czarna wieża · c8 – Czarny goniec · d8 – Czarny hetman · e8 – Czarny król · f8 – Czarny goniec · g8 – Czarny skoczek · h8 – Czarna wieża · a7 – Czarny pionek · b7 – Czarny pionek · c7 – Czarny pionek · e7 – Czarny pionek · f7 – Czarny pionek · g7 – Czarny pionek · h7 – Czarny pionek · c6 – Czarny skoczek · d5 – Czarny pionek · c4 – Biały pionek · d4 – Biały pionek · a2 – Biały pionek · b2 – Biały pionek · e2 – Biały pionek · f2 – Biały pionek · g2 – Biały pionek · h2 – Biały pionek · a1 – Biała wieża · b1 – Biały skoczek · c1 – Biały goniec · d1 – Biały hetman · e1 – Biały król · f1 – Biały goniec · g1 – Biały skoczek · h1 – Biała wieża | a8 – Czarna wieża · c8 – Czarny goniec · d8 – Czarny hetman · e8 – Czarny król · f8 – Czarny goniec · g8 – Czarny skoczek · h8 – Czarna wieża · a7 – Czarny pionek · b7 – Czarny pionek · c7 – Czarny pionek · e7 – Czarny pionek · f7 – Czarny pionek · g7 – Czarny pionek · h7 – Czarny pionek · c6 – Czarny skoczek · d5 – Czarny pionek · c4 – Biały pionek · d4 – Biały pionek · a2 – Biały pionek · b2 – Biały pionek · e2 – Biały pionek · f2 – Biały pionek · g2 – Biały pionek · h2 – Biały pionek · a1 – Biała wieża · b1 – Biały skoczek · c1 – Biały goniec · d1 – Biały hetman · e1 – Biały król · f1 – Biały goniec · g1 – Biały skoczek · h1 – Biała wieża | a8 – Czarna wieża · c8 – Czarny goniec · d8 – Czarny hetman · e8 – Czarny król · f8 – Czarny goniec · g8 – Czarny skoczek · h8 – Czarna wieża · a7 – Czarny pionek · b7 – Czarny pionek · c7 – Czarny pionek · e7 – Czarny pionek · f7 – Czarny pionek · g7 – Czarny pionek · h7 – Czarny pionek · c6 – Czarny skoczek · d5 – Czarny pionek · c4 – Biały pionek · d4 – Biały pionek · a2 – Biały pionek · b2 – Biały pionek · e2 – Biały pionek · f2 – Biały pionek · g2 – Biały pionek · h2 – Biały pionek · a1 – Biała wieża · b1 – Biały skoczek · c1 – Biały goniec · d1 – Biały hetman · e1 – Biały król · f1 – Biały goniec · g1 – Biały skoczek · h1 – Biała wieża | a8 – Czarna wieża · c8 – Czarny goniec · d8 – Czarny hetman · e8 – Czarny król · f8 – Czarny goniec · g8 – Czarny skoczek · h8 – Czarna wieża · a7 – Czarny pionek · b7 – Czarny pionek · c7 – Czarny pionek · e7 – Czarny pionek · f7 – Czarny pionek · g7 – Czarny pionek · h7 – Czarny pionek · c6 – Czarny skoczek · d5 – Czarny pionek · c4 – Biały pionek · d4 – Biały pionek · a2 – Biały pionek · b2 – Biały pionek · e2 – Biały pionek · f2 – Biały pionek · g2 – Biały pionek · h2 – Biały pionek · a1 – Biała wieża · b1 – Biały skoczek · c1 – Biały goniec · d1 – Biały hetman · e1 – Biały król · f1 – Biały goniec · g1 – Biały skoczek · h1 – Biała wieża | 1 |
|   | a | b | c | d | e | f | g | h |   |

Obrona Czigorina (kod ECO: D07) – rzadko obecnie stosowany wariant gambitu hetmańskiego, powstający po posunięciach:
1. d4 d5
2. c4 Sc6.

Idea strategiczna obrony polega na oddaniu białym centrum, wymianie czarnych gońców na skoczki białych, zablokowaniu powstałego białego centrum pionowego i wykorzystaniu przewagi pary skoczków.
Obrona Czigorina, choć rzadko, bywa spotykana nawet w partiach najlepszych arcymistrzów świata.

## Wybrana literatura
- John Watson (1981), Queen's Gambit, Chigorin Defence, Batsford, ISBN 978-0-7134-3996-0
- Christopher Ward (2002), Unusual Queen's Gambit Declined, Everyman Chess, ISBN 1-85744-218-0
- Aleksandr Moroziewicz, Władimir Barski (2007), The Chigorin Defence According to Morozevich, New in Chess, ISBN 90-5691-200-3